# Jerzy Szmajdziński

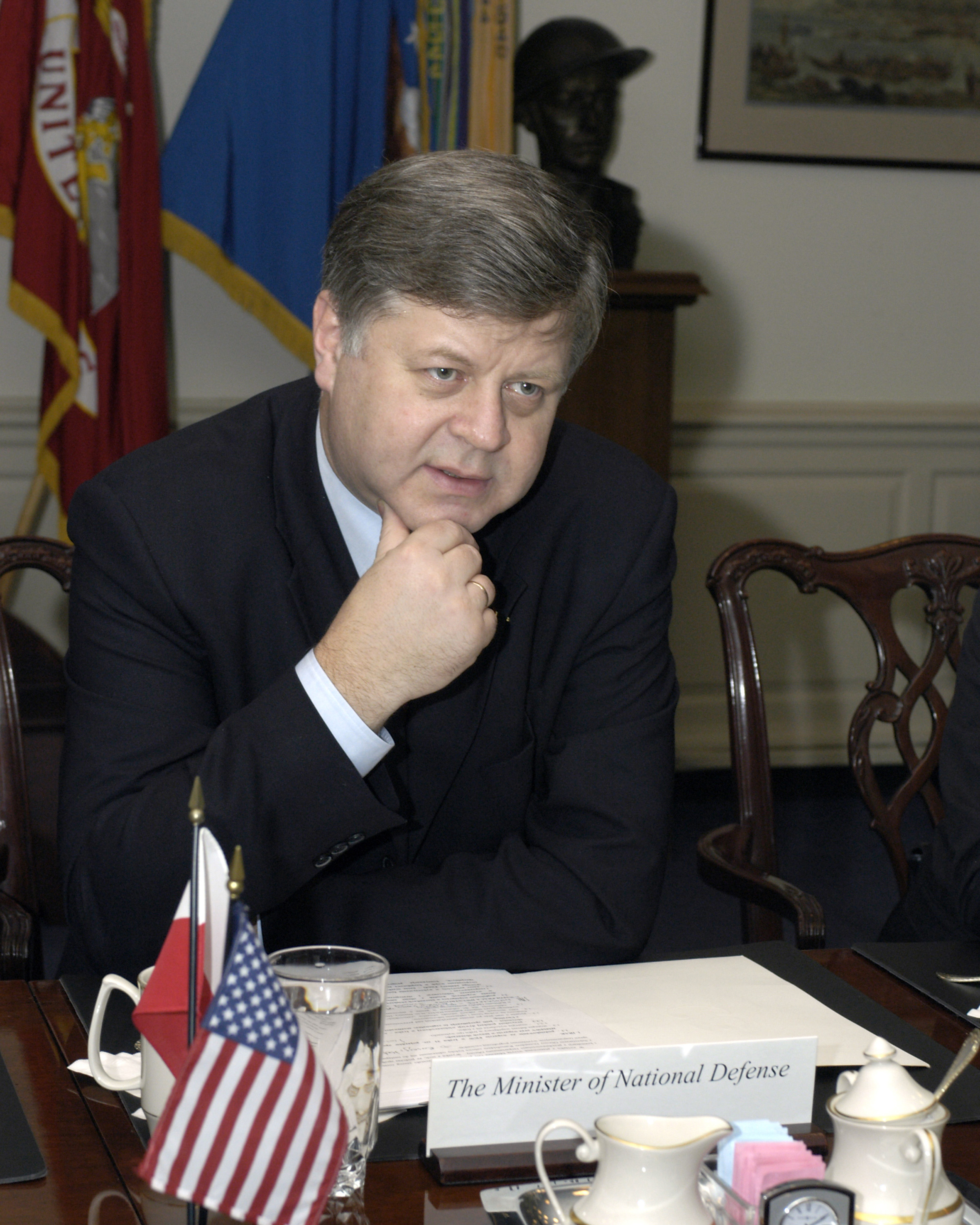
Jerzy Szmajdziński.

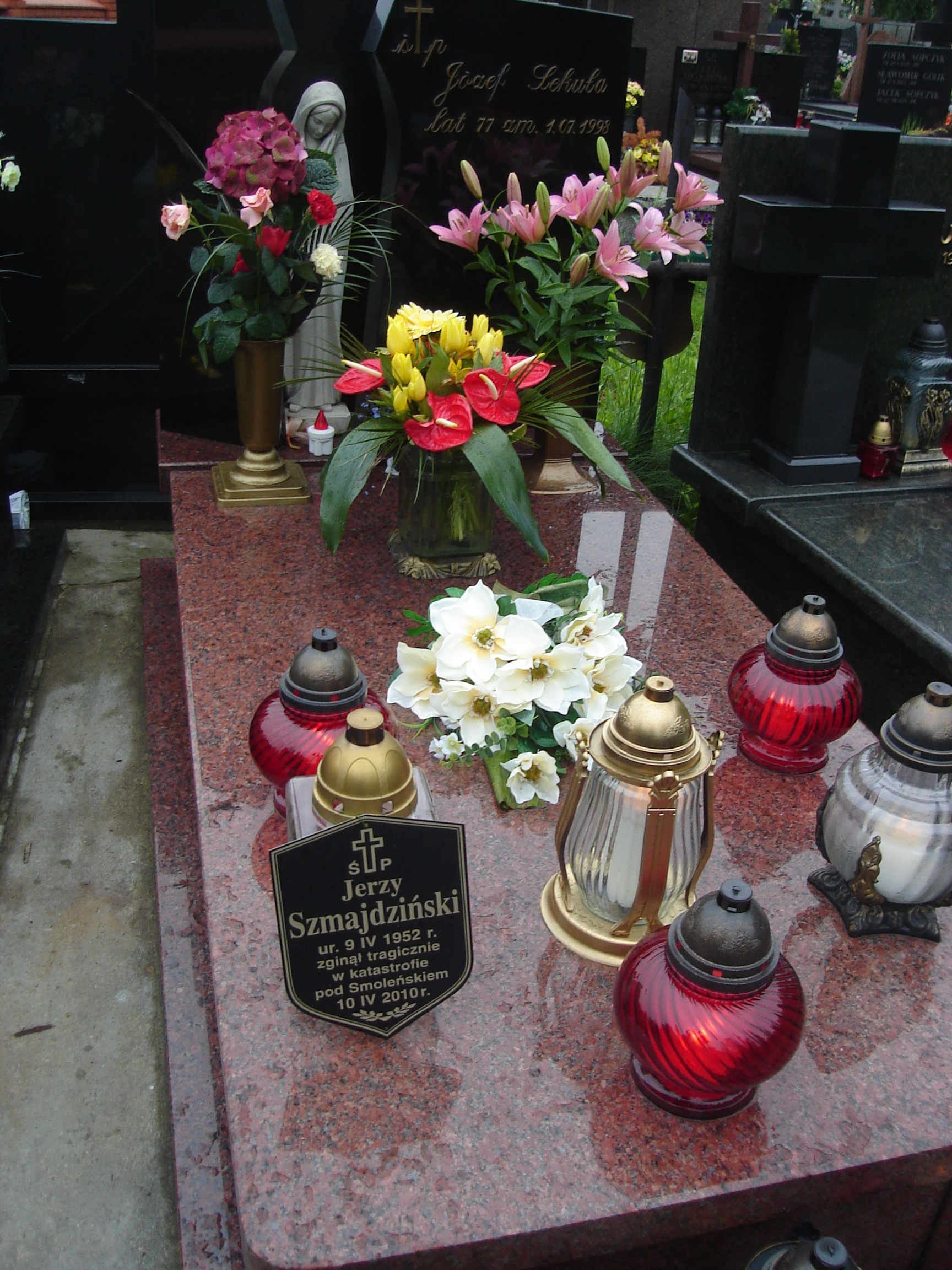

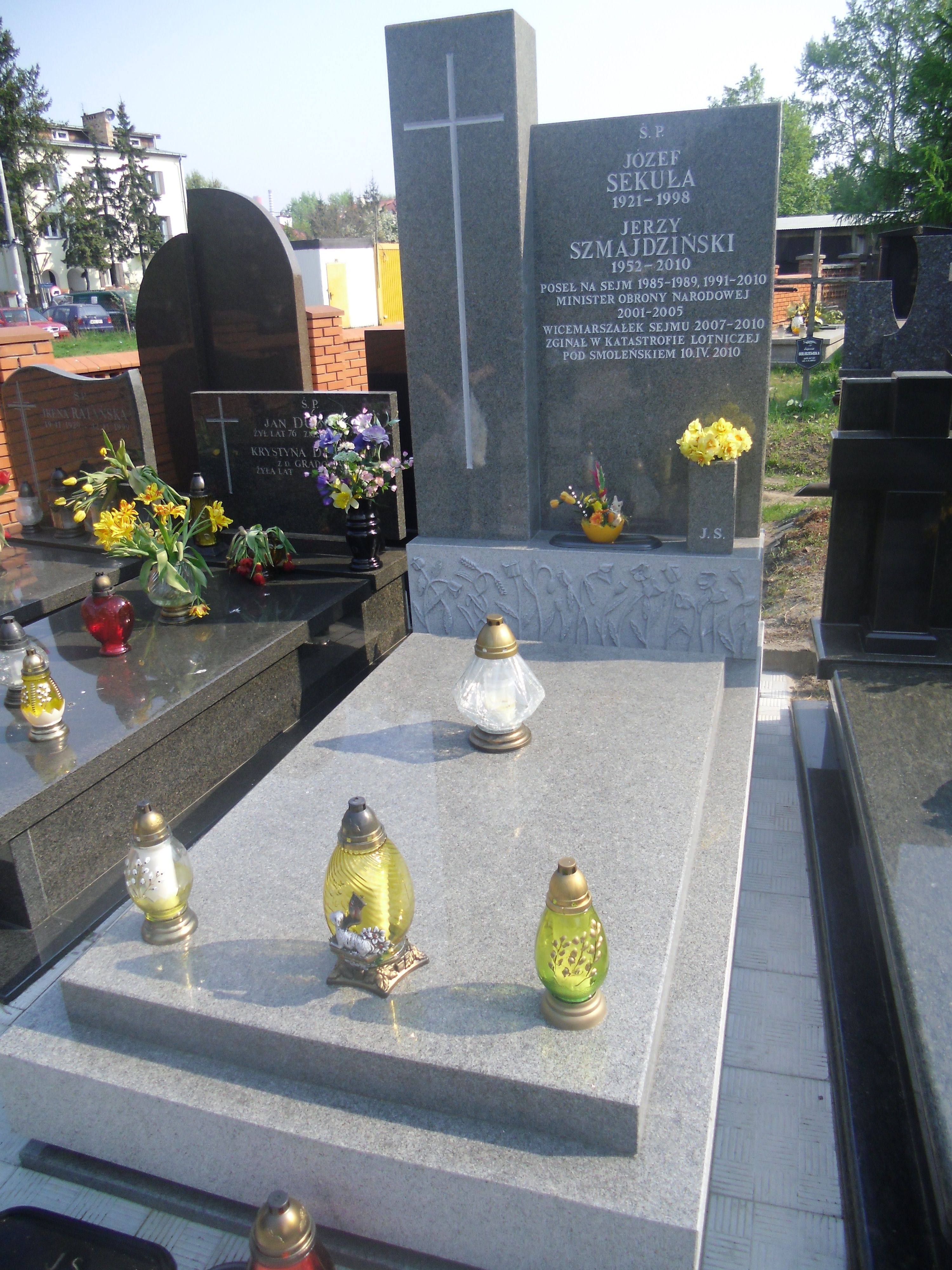

Andrzej Jerzy Szmajdzinski (9 de abril de 1952 - 10 de abril de 2010) fue un político socialdemócrata polaco que fue un Vicepresidente del Sejm y anteriormente Ministro de Defensa. Fue candidato a la Presidencia de Polonia en las elecciones de 2010. 
Szmajdzinski se graduó de la Universidad de Economía de Wroclaw. En los años 1970 y 1980 fue un activista de la Unión Socialista de Jóvenes Polacos, siendo su presidente de 1986 a 1989. Fue también miembro del Partido Obrero Unificado Polaco. Más tarde se incorporó como líder de Socialdemocracia de la República de Polonia. En diciembre de 1999, se convirtió en el vicepresidente de la Alianza Democrática de la Izquierda (SLD). 
Se incorporó como parlamentario del Sejm en 1990, y en su segundo mandato fue presidente de la Comisión de Defensa Nacional y poco después vicepresidente de dicha comisión. Fue ministro de Defensa Nacional de 19 de octubre de 2001 a 2005.
Szmajdzinski murió en el accidente aéreo del Tupolev 154 de 2010, en el que también fallecieron distintas personalidades políticas y sociales de Polonia, entre ellas el presidente Lech Kaczynski.